# 瓦什島
18°04′57″N 73°38′23″W / 18.08250°N 73.63972°W

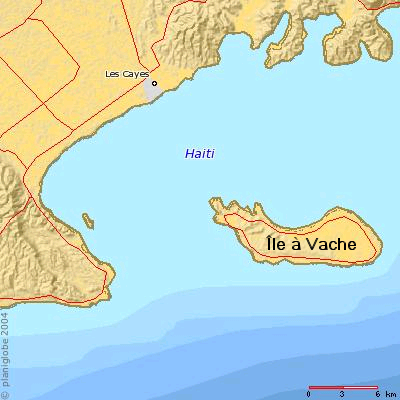

瓦什島是海地的島嶼，位於加勒比海，屬於大安地列斯群島的一部分，長17.7公里、寬4.8公里，面積52平方公里，最高點海拔高度150米，2004年人口約15,000。

## 外部連結
- http://1804librarymuseum.org/%5B%5D
- Hope for Haiti: Education and grassroots development in rural Haiti （页面存档备份，存于）
- https://web.archive.org/web/20071021105428/http://www.kakokfoundation.org/ileavache.htm
- http://www.ile-a-vache.com/ （页面存档备份，存于）
- Numismondo - Bernard Kock Paper Money